# Розтоки (заповідне урочище)
Розто́ки — заповідне урочище (лісове) місцевого значення в Україні. Розташоване в межах Ужгородського району Закарпатської області, на північ від села Тур'ї Ремети. 
Площа 430 га. Статус надано згідно з рішенням облвиконкому від 23.10.1984 року № 253. Перебуває у віданні ДП «Перечинське ЛГ» (Тур'я-Реметівське лісництво, кв. 1, 2, 5, 6). 
Статус надано з метою збереження частини лісового масиву з переважно буковими насадженнями, а також насадженнями ялиці Дугласової. У межах урочища розташований лісовий заказник «Дугласова ялиця».

## Галерея

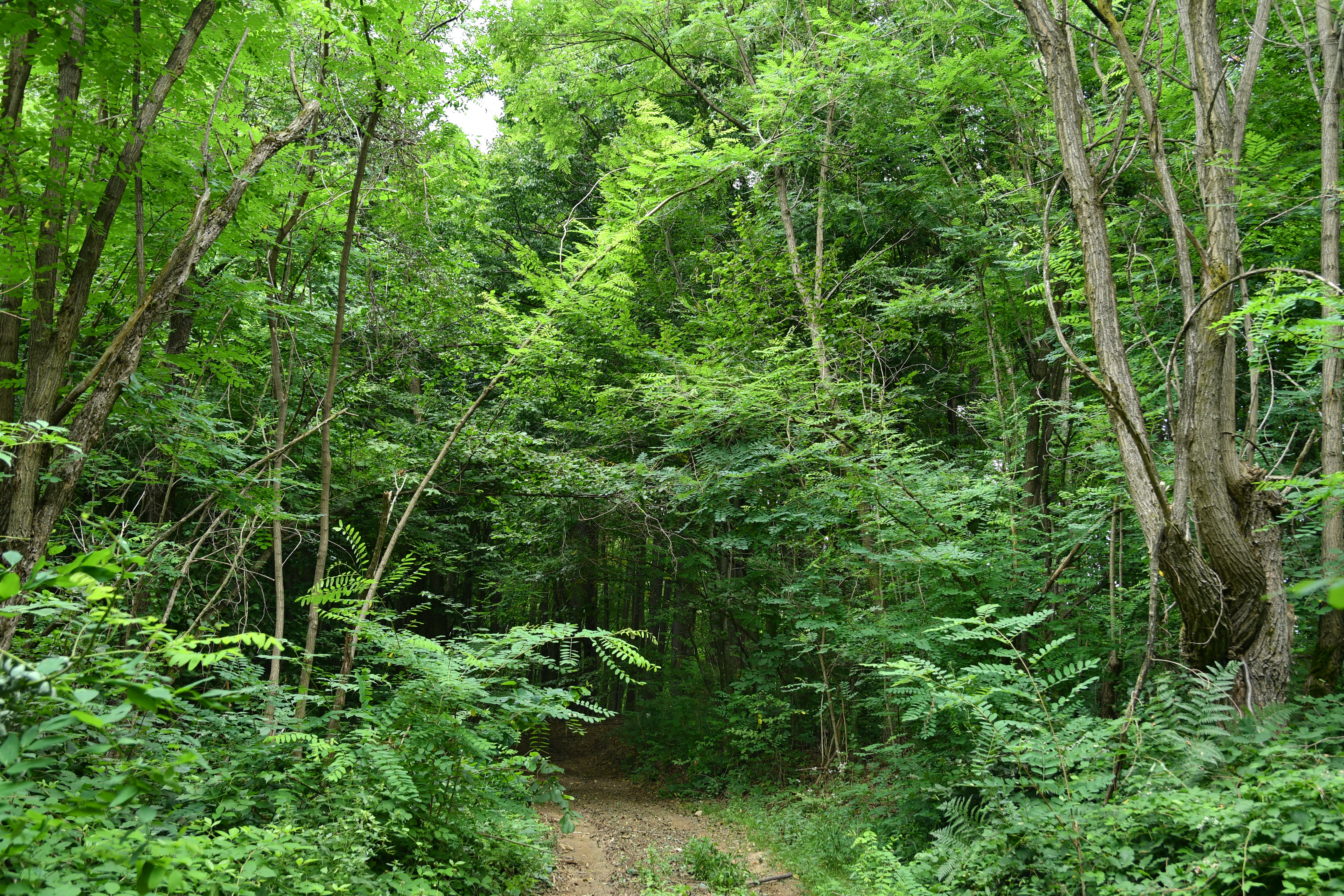
Вхід зі сторони с. Тур'ї Ремети
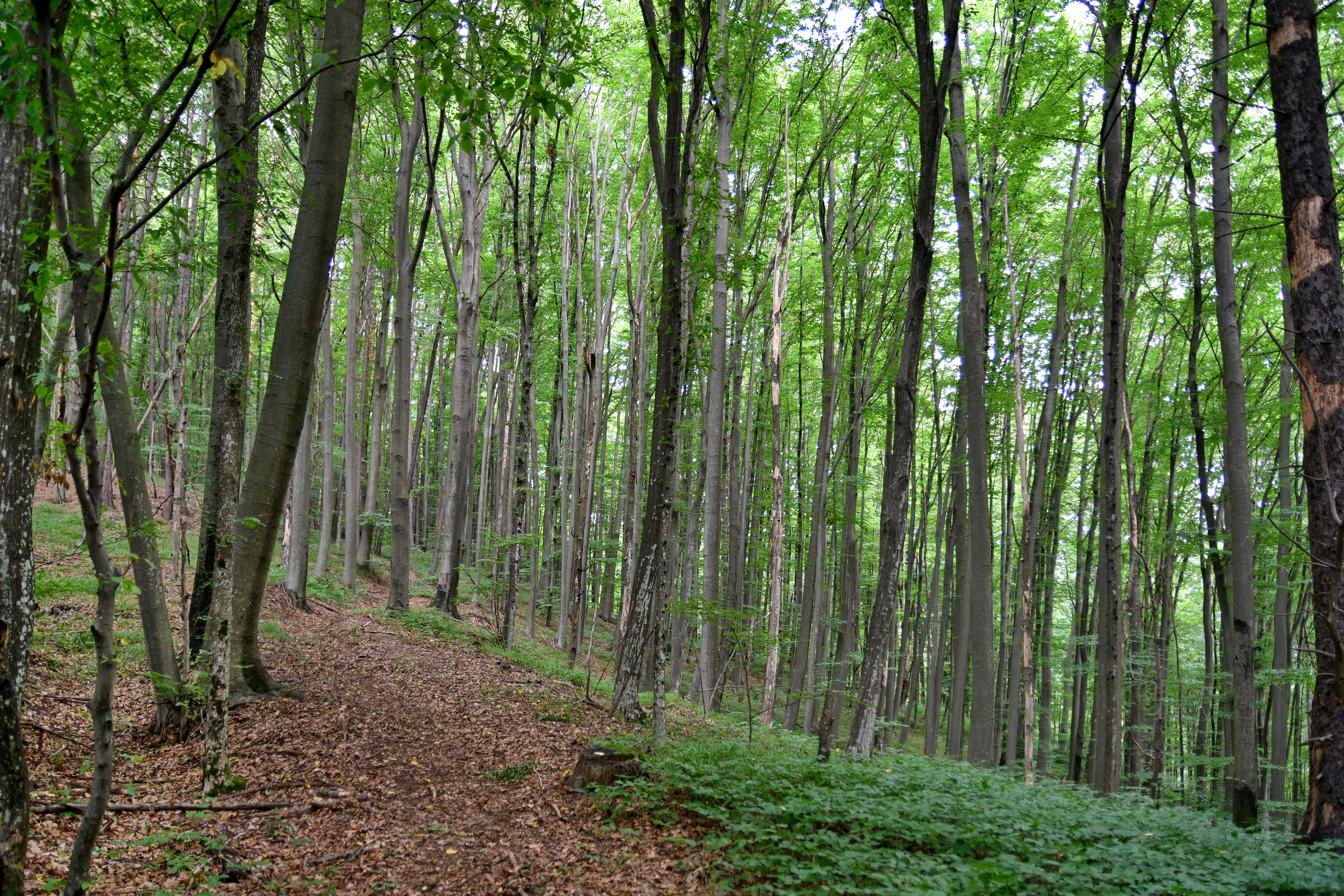
Загальний вигляд
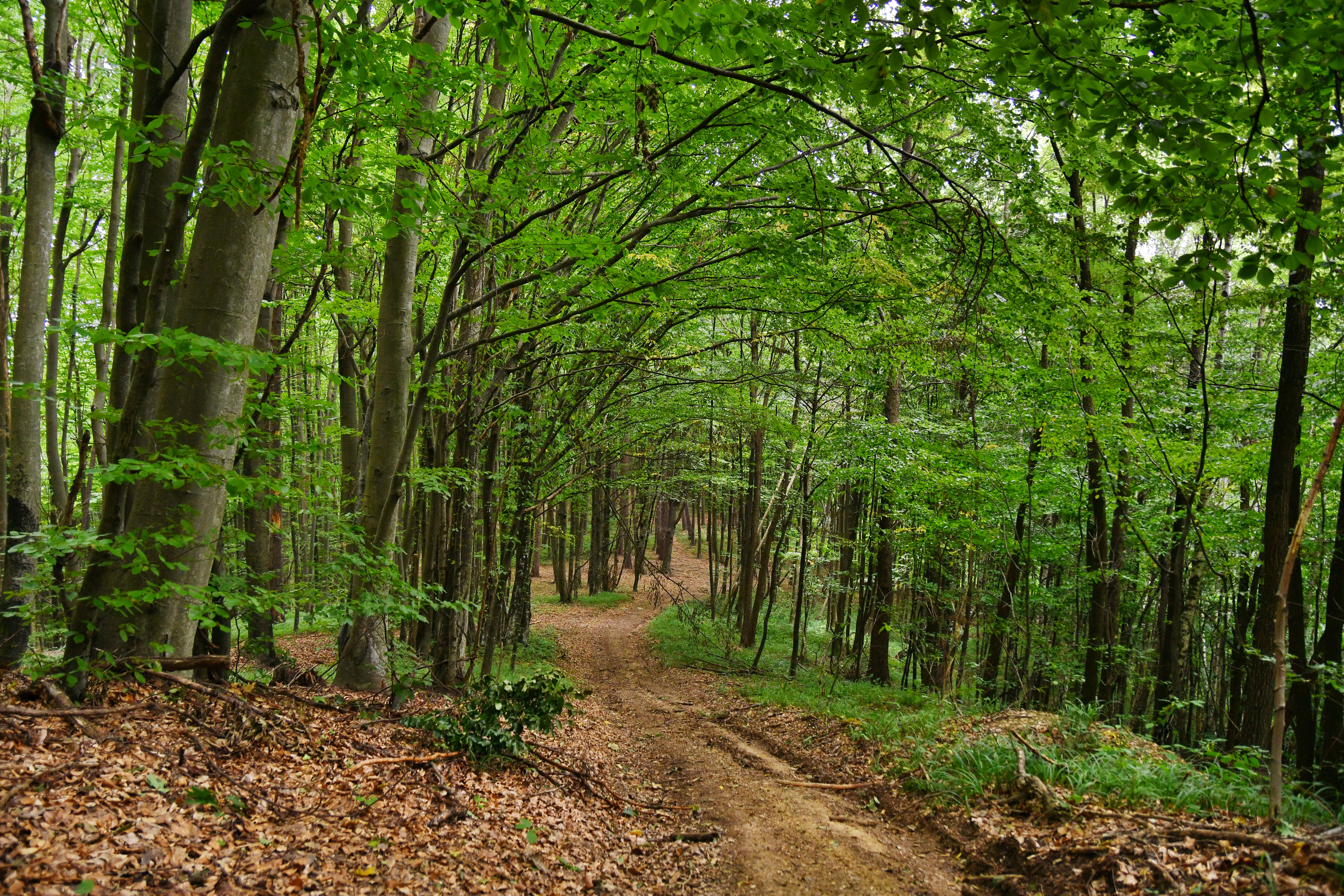
Загальний вигляд